# إيفون أوين
إيفون أوين (بالإنجليزية: Yvonne Owen)‏ هي ممثلة بريطانية (وحملت سابقاً جنسية المملكة المتحدة لبريطانيا العظمى وأيرلندا)، ولدت في 28 يوليو 1923 في المملكة المتحدة، وتوفيت في 1 ديسمبر 1990.

## أعمال

### أفلام
- (1945) الحجاب السابع

## وصلات خارجية
- إيفون أوين على موقع IMDb (الإنجليزية)
- إيفون أوين على موقع قاعدة بيانات الفيلم (الإنجليزية)